# Песчанка (приток Южинки)
Песчанка — река в России, протекает по территории Озёрского городского округа Калининградской области. Устье реки находится в 9 км по левому берегу реки Южинки. Длина реки — 19 км, площадь водосборного бассейна — 28,2 км².

## Данные водного реестра
По данным государственного водного реестра России относится к Балтийскому бассейновому округу, водохозяйственный участок реки — Преголя. Относится к речному бассейну реки Неман и рекам бассейна Балтийского моря (российская часть в Калининградской области).
Код водного объекта в государственном водном реестре — 01010000212104300010244